# Autalia smetanai
Autalia smetanai är en skalbaggsart som beskrevs av Roberto Pace 1991. Autalia smetanai ingår i släktet Autalia och familjen kortvingar. Inga underarter finns listade i Catalogue of Life.